# Karel Theodor Otto ze Salmu
Karel Theodor Otto kníže ze Salmu (německy Karl Theodor Otto Fürst zu Salm-Anholt, Wildgraf zu Daun und Kyrburg, Rheingraf zum Stein; 7. července 1645 Anholt – 10. listopadu 1710 Cáchy) byl německý šlechtic, vojevůdce, dvořan a státník. Pocházel ze staré německé šlechty a v mládí sloužil v armádách různých zemí, v roce 1682 vstoupil do císařského vojska, v němž dosáhl hodnosti polního maršála (1687). Mezitím začal zastávat funkce u císařského dvora ve Vídni a za vlády Josefa I. byl jako nejvyšší hofmistr de facto prvním ministrem habsburské monarchie (1705–1709). Na své úřady rezignoval ze zdravotních důvodů a kvůli sporům s opozicí u dvora (Evžen Savojský) a odešel na své statky do Německa, o rok později zemřel v Cáchách.

## Životopis

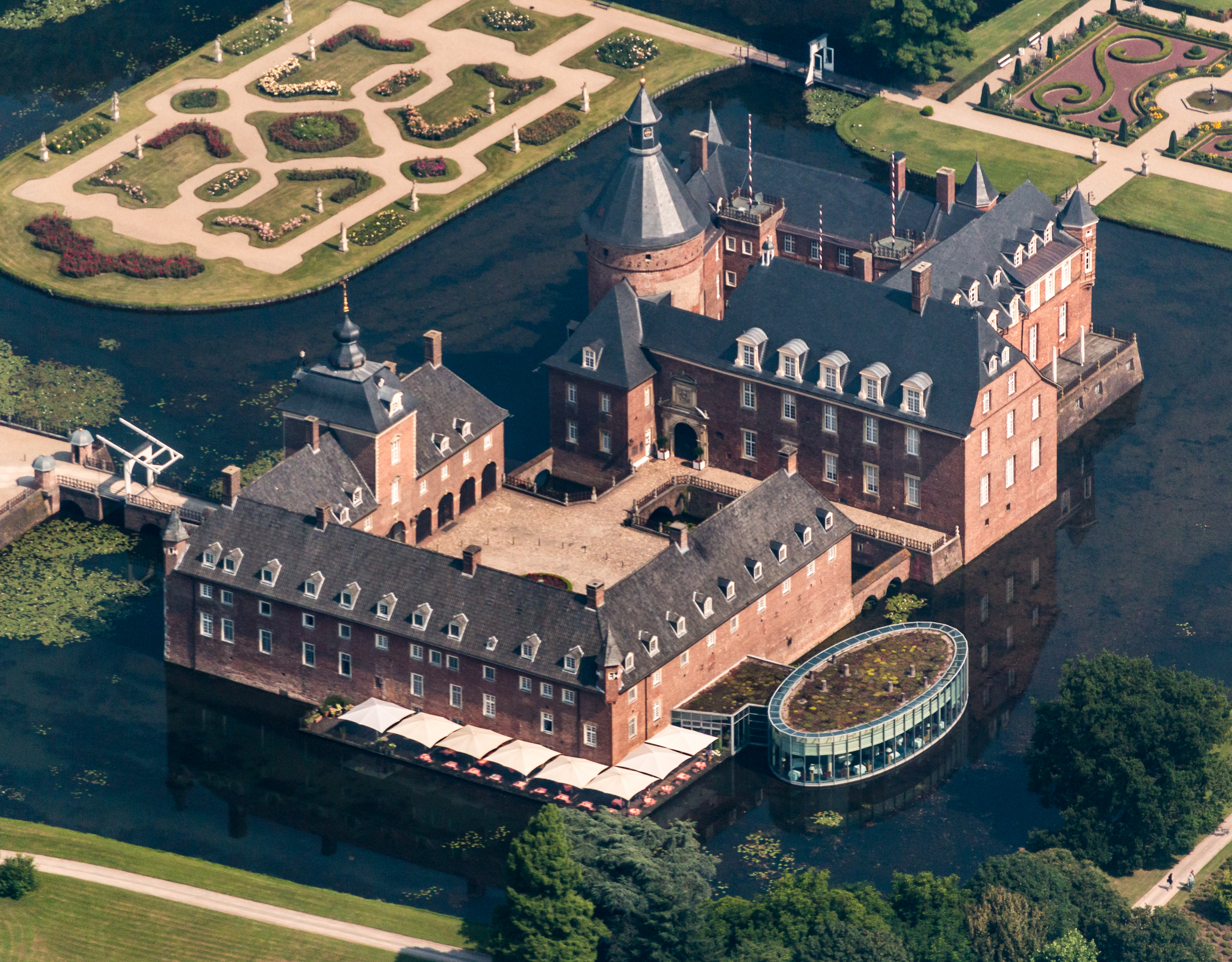
Zámek Anholt, hlavní sídlo rodu Salmů

Pocházel z významného šlechtického rodu Salmů, patřil k linii povýšené v roce 1623 do říšského knížecího stavu. Narodil se jako nejstarší ze tří synů knížete Leopolda Filipa Salma (1620–1663), matka Marie Anna, rozená von Bronckhorst-Batenburg (1624–1661) byla dědičkou panství Anholt ve Vestfálsku, podle nějž se tato linie označuje někdy jako Salm-Anholt. Karel Theodor byl od dětství připravován na kariéru v armádě, studoval na vojenské akademii v Paříži. Původně působil ve službách vévody Karla IV. Lotrinského, který byl zároveň po otcově smrti jeho poručníkem. Poté sloužil ve španělské armádě a zúčastnil se francouzsko-nizozemské války. V hodnosti polního podmaršála vstoupil v roce 1682 do císařské armády. Přestupu do služeb Habsburků předcházelo příbuzenské spojení s Ditrichštejny, když svou dceru Dorotheu provdal za Leopolda Ignáce z Ditrichštejna. Jako polní podmaršálek se vyznamenal se při obraně Vídně proti Turkům, poté bojoval v Uhrách. V roce 1683 byl jmenován generálem jízdy a v císařské armádě nakonec dosáhl hodnosti polního maršála.

Rodový erb linie Salm-Anholt

V roce 1685 byl jmenován tajným radou, zároveň se stal hofmistrem a vychovatelem arcivévody Josefa. U dvora následníka trůnu byl formálně nejvyšším hofmistrem, souběžně ale vykonával i kompetence spadající pod úřady nejvyššího komořího a nejvyššího štolby. V roce 1692 vstoupil do státní rady s funkcí státního a konferenčního ministra. Pro výchovu mladého následníka trůnu vybral kvalitní pedagogy, jakými byli pozdější vídeňský biskup Franz Ferdinand von Rummel nebo právník Johann Georg Buol povýšený později na barona. Salm prosazoval politickou jednotu Svaté říše římské a v tomto směru také ovlivňoval názorový vývoj pozdějšího císaře. Svůj vliv posílil prosazením sňatku své neteře Amálie Vilemíny Brunšvické s Josefem I. (1699). Po nástupu Josefa I. na trůn se stal nejvyšším hofmistrem císařského dvora (1705–1709) a v této funkci byl v podstatě prvním ministrem. Nadále prosazoval politickou linii jednotné říšské politiky a díky rozsáhlému majetku v různých částech Německa sledoval částečně i své osobní zájmy. Svůj vliv stále obtížněji prosazoval proti opoziční skupině vedené Evženem Savojským, Salmovými dalšími oponenty a kritiky byli o generaci mladší představitelé české a rakouské šlechty (Jan Václav Vratislav z Mitrovic, Filip Ludvík Václav ze Sinzendorfu). Kvůli sporům ve vládě, ale i ze zdravotních důvodů Salm v srpnu 1709 odstoupil z úřadů. Odebral se na své panství Anholt v Německu a o rok později zemřel ve svém paláci v Cáchách. Od císaře Leopolda I. obdržel v roce 1697 nárok na oslovení Jasnost (Durchlaucht). V některých literárních pramenech je uváděn jako rytíř Řádu zlatého rouna, primární zdroje jej ale v seznamu řádových rytířů neuvádějí.

## Rodina
Byl dvakrát ženatý. Poprvé se oženil v roce 1665 s baronkou Godofredou von Huyn (1646–1667), která však zemřela již po dvou letech po porodu dcery. Jeho druhou manželkou se v roce 1671 stala rýnská falckraběnka Luisa (1647–1679), dcerou Eduarda Falckého a vnučkou českého krále Fridricha Falckého. Z druhého manželství pocházelo pět dětí. Pokračovatelem rodu byl nejstarší syn kníže Ludvík Otto Salm (1674–1738). Dcera Marie Godofreda (Dorothea) (1667–1732) z prvního manželství se provdala za knížete Leopolda Ignáce z Ditrichštejna (1660–1708). Nejmladší dcera Eleonora Kristina (1678–1737) z druhého manželství byla manželkou vévody Conrada Alberta d'Ursel (1663–1738), generála a státníka ve španělských, později rakouských službách.